# Pluméliau-Bieuzy
Pluméliau-Bieuzy es una comuna nueva francesa situada en el departamento de Morbihan, de la región de Bretaña.

## Historia
Fue creada el 1 de enero de 2019, en aplicación de una resolución del prefecto de Morbihan de 28 de noviembre de 2018 con la unión de las comunas de Bieuzy y Pluméliau, pasando a estar el ayuntamiento en la antigua comuna de Pluméliau.

## Demografía
Según los datos aportados en la resolución del prefecto de Pluméliau-Bieuzy, la comuna se crea con 539 habitantes.

## Composición
| Comuna fusionada | Código INSEE | Población (2016) | Superficie (km²) | Densidad (hab./km²) |
| ---------------- | ------------ | ---------------- | ---------------- | ------------------- |
| Bieuzy           | 4229         | 771              | 18.98            | 41                  |
| Pluméliau        | 27273        | 3624             | 67.72            | 54                  |